# Campionati europei di salto ostacoli 1959
I Campionati europei di salto ostacoli 1959 si sono svolti a Parigi, in Francia. 

## Podi
| Evento           | Oro           | Argento                   | Bronzo           |
| Gara individuale | Piero D'Inzeo | Pierre Jonquères d'Oriola | Fritz Thiedemann |

## Medagliere
| Posiz. | Nazione        | Oro | Argento | Bronzo | Totale |
| ------ | -------------- | --- | ------- | ------ | ------ |
| 1      | Italia         | 1   | 0       | 0      | 1      |
| 2      | Francia        | 0   | 1       | 0      | 1      |
| 3      | Germania Ovest | 0   | 0       | 1      | 1      |
| Totale | Totale         | 1   | 1       | 1      | 3      |